# Organisationsgestaltung
Organisationsgestaltung befasst sich mit der Auslegung von Strukturen (der Aufbau- und Ablauforganisation) und Systemen (den Informations- und Anreizsystemen) in Organisationen und stellt Regelungen zur Aufgabenverteilung sowie zu zeitlichen Abläufen und baut Mechanismen auf, die die Einhaltung der Regelungen fördern. Organisationsgestaltung plant eine durchführbare Aufteilung der Aufgaben, koordiniert die Einzelaktivitäten und führt die Ergebnisse zusammen. Eines der Ziele der Organisationsgestaltung ist es auf Basis einer humanen Arbeitsgestaltung, eine effektive und effiziente Verwirklichung von umfangreichen Aufgaben zu ermöglichen, die die Kapazität eines einzelnen Menschen überschreiten.
Bei der Organisationsgestaltung geht es in der Mehrzahl der Fälle nicht darum eine vollständig neue Organisationsstruktur für ein Unternehmen zu entwickeln (Neuorganisation). Vielmehr steht eine Reorganisation, d. h. die Anpassung der vorhandenen Organisationsstruktur an veränderte Anforderungen im Vordergrund.
Außerdem darf man sich Organisationsgestaltung nicht als eine zeitpunktbezogene Aktivität vorstellen, die lediglich in größeren Zeitabständen wiederholt wird. Sie muss eher als ein komplexer Prozess verstanden werden, da die Einflussfaktoren und Rahmenbedingungen sich im Zeitablauf – mehr oder weniger stark – verändern und damit laufend organisatorische Problemstellungen auftauchen, die dann einer Lösung bedürfen.

## Ziel der Organisationsgestaltung
Damit Organisationen bzw. Unternehmen ihre Ziele erreichen können, brauchen sie eine Organisationsstruktur, die sie dabei unterstützt bzw. die Voraussetzung dafür schafft. Ziel der Organisationsgestaltung ist es im Wesentlichen, ein System von Regeln (z. B. zur Aufgabenverteilung oder zeitlichen Abläufen) zu schaffen, das Unternehmen in der Erreichung ihrer Ziele unterstützt (Effektivität) und dabei möglichst wenige Ressourcen verbraucht (Effizienz). Die Frage nach der geeigneten Zerlegung einer Gesamtaufgabe in Teilaufgaben und deren zielorientierter Abstimmung bildet das grundlegende Organisationsproblem. Hierzu muss die Organisation die Kriterien der Effektivität erfüllen. Man spricht in diesem Zusammenhang von organisatorischer Effektivität. Die Gestaltung einer Organisation ist ohne Berücksichtigung der verschiedenartigen Anwendungen von Organisationsbegriffen, die Organisation als Funktion (die Schaffung von Regeln und Strukturen), als Instrument (Regeln, Strukturen, Hierarchien) oder als Institution (ein System wie z. B. ein Unternehmen, eine Behörde, ein Verein) definieren, nicht sinnvoll umsetzbar.

## Organisationale Effektivität
Die Effektivität bezieht sich darauf, dass die richtigen Ziele angestrebt und erreicht werden. Effektiv ist demnach eine Maßnahme, wenn sie grundsätzlich zur Erreichung eines definierten Ziels geeignet ist (doing the right things). Als wichtige Ziele einer Organisation kann man Existenzsicherung, Steigerung des Unternehmenswerts und die Gewinnmaximierung benennen. Die strategischen, strukturellen, personellen und kulturellen Rahmenbedingungen in Organisationen beeinflussen die organisationale Effektivität. Maßnahmen der Organisationsgestaltung zielen generell darauf, das Verhältnis von erreichtem Ziel zu definiertem Ziel im Sinne eines besseren Zielerreichungsgrades zu steigern.

## Organisationale Effizienz
Die Effizienz kennzeichnet den zur Zielerreichung nötigen Aufwand. Effektiv arbeiten bedeutet, eine Aufgabe möglichst gut zu erfüllen. Effizient arbeiten hingegen bedeutet, im Sinne des ökonomischen Prinzips eine Aufgabe entweder mit möglichst geringem Mitteleinsatz oder mit einem möglichst großen Zielertrag durchzuführen (doing things right). Dabei zielen organisatorische Maßnahmen vor allem auf Ressourceneffizienz, d. h. auf den optimalen Einsatz der vorhandenen Recourcen und auf Prozesseffizienz, d. h. auf ein flexible, fehlerfreie und schnelle Abwicklung der Prozesse zur betrieblichen Leistungserstellung.

## Rahmenbedingungen für Organisationsgestaltung
Allen Rahmenbedingungen der Organisationsgestaltung ist gemeinsam, dass sie keinen deterministischen Einfluss auf Strukturentscheidungen haben und Organisationen teilweise ihre Rahmenbedingungen wählen können. Nichtsdestotrotz, werden drei Gruppen von Hauptmerkmalen oder Haupteigenschaften als Rahmenbedingungen der Organisationsgestaltung definiert:
- Organisationsmerkmalen
- Technologiemerkmalen
- Umweltmerkmalen

### Organisationsmerkmale
Merkmale einer Organisation spielen in der strukturellen Regelungen eine entscheidende Rolle, wie z. B. Eigentumsverhältnissen, Rechtsform aber auch Alter und Größe der Organisation sowie das Leistungsprogramm. Das Alter einer Organisation beeinflusst insbesondere das Ausmaß der Formalisierung. Die typische junge Organisation ist wenig formalisiert. In einer alten Organisation hingegen, hat (hoffentlich!) eine Standardisierung oder Formalisierung des Arbeitsinhalts erfolgt um die Leistungsfähigkeit zu steigern. Dieser Prozess wird als organisationales Lernen bezeichnet, da z. B. mit der Zeit bestimmte Vorgänge sich wiederholen, die internen Kommunikationsproblemen sich klarer erkennen lassen und somit eine Formalisierung bzw. Standardisierung der Arbeitsvorgänge unerlässlich scheint. Ein anderes wichtiges Merkmal, das auf die Struktur einen maßgeblichen Einfluss hat, ist die Größe der Organisation, die anhand der Mitarbeiterzahl und/oder des Umsatzes gemessen wird. Es ist beinahe selbstverständlich, dass mit zunehmender Anzahl von Mitarbeitern die Zahl der Hierarchieebenen steigt aber auch ein umfangreicheres Kontrollsystem benötigt wird.

### Technologiemerkmale
Die Technik und/oder die Technologie wird an zwei Hauptorten einer Organisation eingesetzt: Fabrik (bzw. im produktiven Bereich von Industriebetrieben) und Büro. In der Vergangenheit wurden Fabrik und Büro voneinander scharf getrennt betrachtet. In der Fabrik kam Produktionstechnik zur Anwendung und im Büro die Informations- und Kommunikationstechnik. Durch die explosive Einsetzung von Computern hat sich die Informations- und Kommunikationstechnik in den produktiven Bereich von Organisationen ausgebreitet.
Die Produktionstechnik ist ein wichtiger strukturprägender Faktor für Organisationsgestaltung. Es ist offensichtlich, dass der Bau eines Schiffes eine andere organisatorische Anforderung stellt als die Produktion von Computerchips. In der Betriebswirtschaftslehre werden Fertigungstechniken in verschiedene Fertigungstypen klassifiziert. Differenzierung zwischen Einzelfertigung, Serienfertigung und Massenfertigung stellt auf die Anzahl der hergestellten Produkte ab und Unterscheidung zwischen manueller Fertigung und automatisierter Fertigung stellt den Automatisierungsgrad dar. Diese Unterschiede in Fertigungstechnologien führen jeweils zu gewissen strukturellen Besonderheiten in Organisationen. Zum Beispiel verlangt die Einzelfertigung eine hohe berufliche Qualifikation von den im operativen Kern tätigen Individuen, enge Zusammenarbeit der Vorgesetzten mit ihren Untergebenen, persönlichen Kontakt zu den Kunden und Herstellung von nicht-standardisierbaren Produkten. Hingegen ist in der Regel der persönliche Kontakt zum einzelnen Kunden nicht erforderlich und die Produktion ist standardisiert um die Fertigungskosten zu minimieren.

### Umweltmerkmale
Die Umwelt einer Organisation hat eine strukturprägende Bedeutung. Eine Abgrenzung zwischen einer Organisation und ihrer Umwelt ist jedoch nicht immer leicht oder möglich, da die Grenze sehr fließend sein kann. Z. B. kann man darüber nachdenken ob der Lieferant, der Verkäufer oder der Kleinaktionär einer (Groß-)Organisation mit einem einzigen Anteilschein, zu einer Organisation gehören oder zu ihrer Umwelt. Zweckmäßig wird aber die Umwelt einer Organisation danach klassifiziert, wie vielfältig sie ist (Umweltkomplexität), wie schnell sie sich ändert (Umweltdynamik) und wie stark die Macht der Umwelt über die Organisation ist (Umweltabhängigkeit).

#### Umweltkomplexität
Die Komplexität einer Organisation kann nach Robert Duncan definiert werden, der die Anzahl und Verschiedenartigkeit der organisationsexternen Bereiche und Faktoren für die Bestimmung der Komplexität verwendet.
| Bereiche                 | Faktoren |
| ------------------------ | --- |
| Kundenbereich            | Handel Endverbraucher |
| Lieferantenbereich       | Lieferanten von Rohmaterial Lieferanten von Investitionsgütern Lieferanten von fremdgefertigter Teile Arbeitsmarkt                 |
| Konkurrenzbereich        | Konkurrenz in Beschaffungsbereich Konkurrenz im Absatzbereich                                                                      |
| Soziopolitischer Bereich | Staatliche Kontrolle Öffentliche Meinung Gewerkschaften                                                                            |
| Technologischer Bereich  | Berücksichtigung neuer technologischer Entwicklungen Verbesserung und Entwicklung von Produkten durch Anwendung neuer Technologien |

Die Komplexität der Umwelt hat einen direkten Einfluss auf die Organisationsgestaltung. Bei hoher Umweltkomplexität muss die Entscheidungsmacht verteilt und die Organisation dezentralisiert werden. Vor allem die strategische Spitze einer Organisation muss einen Teil ihrer Macht an Manager innerhalb der mittlere Linie, vielleicht aber auch an Mitglieder des operativen Kerns abgeben.
Das bedeutet aber nicht, dass bei jeder geringeren Umweltkomplexität eine Zentralisierung der Entscheidungsmacht ratsam ist.

#### Umweltdynamik
Die Veränderlichkeit der Umwelt kann anhand der folgenden Merkmale bestimmt werden:
- die Häufigkeit von Änderungen der relevanten Umweltfaktoren
- die Stärke dieser Änderungen
- die Regelmäßigkeit im Veränderungsmuster.

In einer stabilen Umwelt ohne wesentlich Veränderungen besteht die Möglichkeit für die Gestaltung einer Organisation einen bürokratischen Strukturtyp in Betracht zu ziehen und die verschiedenen Aktivitäten weitestgehend zu standardisieren. Das kann in Form von Verfahrensanweisungen und Stellenbeschreibungen erfolgen. Bei dynamischen Umweltbedingungen muss zur Organisationsgestaltung eine flexiblere Form der Koordination, d. h. eine organische Struktur verwendet werden.

#### Umweltabhängigkeit
Die Abhängigkeit einer Organisation wird hauptsächlich durch externe Kontrolle sowie durch kulturelle Normen bestimmt. Wenn die Umwelt eine starke Kontrolle ausübt und viele strikte Bedingungen für Produktion, Verkauf, Marketing etc. voraussetzt, konfrontiert sie die Organisationen mit einem engen Handlungsspielraum. Außerdem sind Organisationen von den Ressourcen oder Kunden in ihrer Umwelt abhängig. Kirchen von Gläubigen, Krankenhäuser von Patienten, Industriebetriebe von Rohstoffpreisen und Rohstofflieferanten.
Als Beispiel für den Einfluss der kulturellen Dimension auf die Organisationsgestaltung kann man die Akzeptanz der ungleichen Machtverteilung in verschiedenen Ländern erwähnen. In Ländern wie Indien, Türkei oder Mexiko wird eine ungleiche Machtverteilung von großen Teilen der Gesellschaft akzeptiert, die sich in einer Zentralisierung des organisationalen Entscheidungssystems und einer straffen hierarchischen Struktur widerspiegelt. Als Beispiel für die Akzeptanz und Erfolg einer nicht-hierarchischen Struktur für die Gestaltung einer Organisation kann man die skandinavischen Länder wie Dänemark oder Schweden erwähnen.